# Провінція Біттю
Провінція Біттю (яп. 備中国 — біттю но куні, «країна Біттю») — історична провінція Японії у регіоні Тюґоку на заході острова Хонсю. Відповідає західній частині сучасної префектури Окаяма.

## Короткі відомості
Віддавна Бінґо була складовою держави Кібі (吉備国), яка у 7 столітті була поділена яматоськими монархами на три адміністративні одиниці — Бінґо (備後, «заднє Кібі»), Біттю (備中, «середнє Кібі») і Бідзен (備前, «переднє Кібі»).
У 663 році імператор Тендзі звів у провінції Біттю «чортівський замок» Кінодзьо, який мусив слугувати оборонним пунктом у випадку вторгнення військ китайської імперії Тан до Японії.
У 14-15 століттях провінція належала родині Хосовкава. З 16 століття землями Біттю почергово володіли роди Оуті й Амако. У другій половині 16 століття провінцію захопив рід Морі, який вступив у конфлікт за неї із родом Ода.
У період Едо провінція Біттю була поділена на ряд удільних родових володінь сьоґунатом Токуґава. Найбільше з них було з центорм у замку Мацуяма, який належав роду Ікеда. Важливим портове місто було Курасікі.
У результаті адміністративної реформи 1871 року, провінція Біттю була розбита на десять малих префектур. Однак у включена 1875 році, їх було об'єднанно і приєднано префектури Окаяма.

## Повіти
- Цуу 都宇郡（津宇郡）
- Кубоя 窪屋郡
- Кая 賀陽郡（賀夜郡）
- Сімоцуміті (Ґедо) 下道郡
- Асакуті 浅口郡
- Ода 小田郡（小多郡）
- Сіцукі 後月郡
- Тетта 哲多郡
- Аґа 阿賀郡（英賀郡）